# Heckenberg, New South Wales
Heckenberg este o suburbie în Sydney, Australia.